# ساتوشي كون
ساتوشي كون (باليابانية:今 敏)، هو مخرج أفلام ياباني ورسام رسوم متحركة وكاتب السيناريو وفنان مانجا ولد في 12 أكتوبر 1963 ، وتوفي بتاريخ 24 أغسطس 2010، وعضو ضمن جمعية صانعي الرسوم المتحركة اليابانية.

## أعماله

### كاتب
كتب ساتوشي مجموعة من الروايات بالترتيب:
- World Apartment Horror (1991)
- ذاكرة (Magnetic Rose) (1995)
- ممثلة الألفية (2001)
- عرابو طوكيو (2003)
- وكيل جنون العظمة (2004)
- بابريكا (فيلم 2006) (2006)
- Dreaming Machine (TBA)

### افلام انيمي
عمل كمخرج على عدد من الأعمال:
- الكمال الأزرق (1998)
- ممثلة الألفية (2001)
- عرابو طوكيو (2003)
- بابريكا (2006)
- Good Morning  [لغات أخرى]‏ (part of Ani*Kuri15) (2008)
- Dreaming Machine (TBA) (To be released posthumously)

### مسلسلات أنيمي
- مغامرات جوجو العجيبة (1994) (الحلقة 2)
- ماستر كيتون (1988) (الحلقة 15)
- Detatoko Princess (1998)
- وكيل جنون العظمة (2004)

### مانغا
- توريكو (虜)
- Kaikisen (海帰線)
- World Apartment Horror (ワールド・アパートメントホラー)
- Seraphim (セラフィム 〜2億6661万3336の翼〜). work of Oshii Mamoru
- OPUS
- Paprika, Dream Children (パプリカ。ドリームチルドレン)

## وصلات خارجية
- ساتوشي كون على موقع IMDb (الإنجليزية)
- ساتوشي كون على موقع ألو سيني (الفرنسية)
- ساتوشي كون على موقع تيرنر كلاسيك موفيز (الإنجليزية)
- ساتوشي كون على موقع أول موفي (الإنجليزية)
- ساتوشي كون على موقع قاعدة بيانات الأفلام السويدية (السويدية)
- ساتوشي كون على موقع قاعدة بيانات الفيلم (الإنجليزية)
- ساتوشي كون على موقع كينوبويسك (الروسية)
- ساتوشي كون على موقع ANN person (الإنجليزية)